# Таммс (Іллінойс)
Таммс (англ. Tamms) — селище (англ. village) в США, в окрузі Александер штату Іллінойс. Населення — 430 осіб (2020).

## Географія
Таммс розташований за координатами 37°14′30″ пн. ш. 89°16′17″ зх. д. / 37.24167° пн. ш. 89.27139° зх. д. (37.241541, -89.271329).  За даними Бюро перепису населення США в 2010 році селище мало площу 6,04 км², уся площа — суходіл.

## Демографія
Згідно з переписом 2010 року, у селищі мешкали 632 особи в 239 домогосподарствах у складі 160 родин. Густота населення становила 105 осіб/км².  Було 293 помешкання (49/км²).
Расовий склад населення:
| - 73,1 % — білих - 23,6 % — чорних або афроамериканців - 1,1 % — корінних американців - 0,2 % — азіатів |

До двох чи більше рас належало 1,9 %. Частка іспаномовних становила 0,6 % від усіх жителів.
За віковим діапазоном населення розподілялося таким чином: 24,4 % — особи молодші 18 років, 56,8 % — особи у віці 18—64 років, 18,8 % — особи у віці 65 років та старші. Медіана віку мешканця становила 40,8 року. На 100 осіб жіночої статі у селищі припадало 85,9 чоловіків;  на 100 жінок у віці від 18 років та старших — 84,6 чоловіків також старших 18 років.
Середній дохід на одне домашнє господарство  становив 32 481 долар США (медіана — 23 333), а середній дохід на одну сім'ю — 33 623 долари (медіана — 26 563). За межею бідності перебувало 33,6 % осіб, у тому числі 58,3 % дітей у віці до 18 років та 16,0 % осіб у віці 65 років та старших.
Цивільне працевлаштоване населення становило 185 осіб. Основні галузі зайнятості: освіта, охорона здоров'я та соціальна допомога — 39,5 %, роздрібна торгівля — 15,1 %, виробництво — 10,8 %, публічна адміністрація — 9,7 %.